# El Tule (Guanajuato)
El Tule es una localidad del estado mexicano de Guanajuato. Es parte del municipio de Abasolo.

## Demografía
| Gráfica de evolución demográfica |
|                                  |

| Censo | Población |
| ----- | --------- |
| 1910  | 140       |
| 1921  | 212       |
| 1930  | 270       |
| 1940  | 368       |
| 1950  | 343       |
| 1960  | 351       |
| 1970  | 907       |
| 1980  | 657       |
| 1990  | 924       |
| 2000  | 1 028     |
| 2010  | 975       |
| 2020  | 1 002     |